# Pampa salvaje
Pampa salvaje (comercialitzada en anglès com Savage Pampas) és una pel·lícula del gènere de drama filmada en coproducció de l'Argentina, Espanya i Estats Units dirigida per Hugo Fregonese sobre el guió d'Homero Manzi i Ulyses Petit de Murat que es va estrenar el 16 de maig de 1966 en Madrid i el 7 de juliol de 1966 a Buenos Aires; va tenir com a protagonistes a Robert Taylor, Ron Randell, Marc Lawrence, Ty Hardin, Rosenda Monteros i Ángel del Pozo. La pel·lícula és una nova versió de la qual Hugo Fregonese codirigís amb Lucas Demare en 1945 titulada Pampa bárbara, amb Francisco Petrone i Luisa Vehil. Va comptar amb l'assessoria de vestuari d'Hugo Mac Dougall.

## Sinopsi
Film d'aventures que transcorre en 1870 en un llunyà fort de la pampa, l'última avançada de l'exèrcit en aquelles terres. Un renegat li ha subministrat armes i captives als indis perquè ataquin el fort i els enfrontarà un capità de l'Exèrcit amb els seus soldats.

## Crítiques
Raúl Manrupe i María Alejandra Portela van opinar que la pel·lícula era un maldestre remake de Pampa bárbara, amb gautxos doblats a l'espanyol, xineses improbables d'escot sexy i un astre internacional en l'última etapa de la seva vida. Prescindint d'això, entretinguda.el crític de Primera Plana va escriure: “Fregonese no es plagia en aquesta remake de Pampa bàrbara …i demostra …que el southern és un gènere capaç d'entretenir al gran públic i engreixar als productors”.

## Repartiment
- Robert Taylor …Capità Martín
- Ron Randell	... 	Padrón
- Marc Lawrence	... 	Sergent Barril
- Ty Hardin	... 	Miguel Carreras
- Rosenda Monteros	... 	Rucu
- Ángel del Pozo	... 	Tinent Del Río
- Felicia Roc	... 	Camila Ometio
- Charles Fawcett	... 	El Gato (soldat)
- Enrique Ávila	... 	Petizo
- José Jaspe	... 	Luis (soldat)
- Julio Peña	... 	Chicha (soldat)
- Laya Raki	... 	Mimí
- Laura Granados	... 	Carmen
- Ingrid Ohlenschläger	... 	Dona madura
- José Nieto	... 	General Chávez
- Barta Barri
- José María Caffarel
- Juan Carlos Galván
- Sancho Gracia
- Mario Lozano
- Isabel Pisano
- Lucía Prado
- Milo Quesada
- Héctor Quiroga
- George Rigaud
- Pastora Ruiz